# 決定版!SF映画年代記
『決定版! SF映画年代記』（けっていばん SFえいがねんだいき、原題: The Real History of Science Fiction）は、イギリスとアメリカ合衆国の英国放送協会が共同制作した、2014年のドキュメンタリー番組。サイエンス・フィクション作品を題材とし、その歴史を4つのテーマから俯瞰する。
日本では2014年7月5日と7月12日にそれぞれ2話ずつWOWOWで放送された。日本語吹替版のナレーションは麦人が担当した。

## エピソードリスト
宇宙・異星人・ロボット・タイムトラベルの4つのテーマを各エピソードのトピックとし、それぞれに関連するSF作品の製作者や出演者がゲストとして解説するというスタンスになっている。
エピソードの順番はアメリカ版と日本・イギリス版で入れ替えられている。エピソードナンバーは日本版に基づく。
| 回数 | 副題 （日本語版）             | 米国初放送日 | 英国初放送日 | 日本初放送日 |
| ---- | ----------------------------- | ------------ | ------------ | ------------ |
| 1    | Space 「宇宙 最初の開拓地」   | 2014.04.26   | 2014.11.22   | 2014.07.05   |
| 2    | Invasion 「異星人との遭遇」   | 2014.05.03   | 2014.11.29   | 2014.07.05   |
| 3    | Robots 「われらはロボット」   | 2014.04.19   | 2014.12.06   | 2014.07.12   |
| 4    | Time 「タイムトラベルへの扉」 | 2014.08.16   | 2014.12.13   | 2014.07.12   |

## 出演者

### ゲスト出演
| 宇宙 - チャーリー・ジェーン・アンダーズ - ケニー・ベイカー - ジョン・カーペンター - リック・カーター - ヴェロニカ・カートライト - アンソニー・ダニエルズ - リチャード・ドレイファス - キア・デュリア - ネイサン・フィリオン - ニール・ゲイマン - ルトガー・ハウアー - ゲイル・アン・ハード - ライアン・ジョンソン - ミチオ・カク - アラン・ラッド・ジュニア - ジョン・ランディス - アーシュラ・K・ル＝グウィン - クリストファー・ロイド - ニコラス・メイヤー - ロナルド・D・ムーア - エドワード・ニューマイヤー - ニシェル・ニコルズ - ハーレイ・ジョエル・オスメント - キム・スタンリー・ロビンソン - アダム・ロジャース - ゾーイ・サルダナ - ウィリアム・シャトナー - デイヴィッド・テナント - フィル・ティペット - ダグラス・トランブル | 異星人 - チャーリー・ジェーン・アンダーズ - ジョン・カーペンター - クリス・カーター - ピーター・コヨーテ - ジョー・ダンテ - リチャード・ドレイファス - キア・デュリア - ローランド・エメリッヒ - ニール・ゲイマン - ウィリアム・ギブスン - カレン・ギラン - ルトガー・ハウアー - ゲイル・アン・ハード - ライアン・ジョンソン - ミチオ・カク - ジョン・ランディス - クリストファー・ロイド - スティーヴン・モファット - エドワード・ニューマイヤー - ハーレイ・ジョエル・オスメント - アダム・ロジャース - ゾーイ・サルダナ - ウィリアム・シャトナー - エド・ソロモン - デイヴィッド・テナント - フィル・ティペット - ダグラス・トランブル | ロボット - ブライアン・オールディス - チャーリー・ジェーン・アンダーズ - ケニー・ベイカー - リック・カーター - アンソニー・ダニエルズ - キア・デュリア - ハンプトン・ファンチャー - ニール・ゲイマン - ウィリアム・ギブスン - ルトガー・ハウアー - ゲイル・アン・ハード - ジョン・ランディス - クリストファー・ロイド - ロナルド・D・ムーア - エドワード・ニューマイヤー - エドワード・ジェームズ・オルモス - ハーレイ・ジョエル・オスメント - オーウェン・パターソン - デヴィッド・ピープルズ - ジャネット・ピープルズ - アダム・ロジャース - デイヴィッド・テナント - フィル・ティペット - ダグラス・トランブル - ポール・バーホーベン - ピーター・ウェラー | タイムトラベル - チャーリー・ジェーン・アンダーズ - スコット・バクラ - ドナルド・P・ベリサリオ - ニール・ゲイマン - ボブ・ゲイル - カレン・ギラン - ルトガー・ハウアー - ライアン・ジョンソン - ミチオ・カク - クリストファー・ロイド - シド・ミード - スティーヴン・モファット - オードリー・ニッフェネガー - エドワード・ジェームズ・オルモス - デヴィッド・ピープルズ - ジャネット・ピープルズ - キム・スタンリー・ロビンソン - ダニー・ルービン - エド・ソロモン - デイヴィッド・テナント - アレックス・ウィンター |

### その他の出演
アーカイブ映像として出演
- アイザック・アシモフ（ロボット）
- アンソニー・バージェス（ロボット）
- アーサー・C・クラーク（宇宙、ロボット）
- ロナルド・レーガン（ロボット）
- カール・セーガン（異星人）

ナレーション
- マーク・ゲイティス

## 紹介された作品
| 宇宙 - 月世界旅行 - スター・ウォーズシリーズ - スタートレック - アバター - 闇の左手 - 2001年宇宙の旅 - デューン - 火星三部作 - ダーク・スター - ファイヤーフライ 宇宙大戦争 - エイリアン | 異星人 - 宇宙戦争 - インデペンデンス・デイ - メン・イン・ブラック - 第9地区 - ドクター・フー - 遊星からの物体X - X-ファイル - ジュラシック・パーク - E.T. - 未知との遭遇 | ロボット - フランケンシュタイン - ターミネーターシリーズ - スター・ウォーズシリーズ - メトロポリス - 2001年宇宙の旅 - ブレードランナー - ロボコップ - 宇宙空母ギャラクティカ - マトリックス | タイムトラベル - タイム・マシン - ドクター・フー - ブレードランナー - バック・トゥ・ザ・フューチャーシリーズ - ビルとテッドの大冒険 - きみがぼくを見つけた日 - 12モンキーズ - 恋はデジャ・ブ |

### 英語
- THE REAL HISTORY OF SCIENCE FICTION - BBCアメリカ
- The Real History of Science Fiction - インターネット・ムービー・データベース

### 日本語
- 決定版!SF映画年代記 - WOWOW
- 決定版! SF映画年代記 - Hulu